# Ilybius larsoni
Ilybius larsoni är en skalbaggsart som först beskrevs av Hans Fery och Nilsson 1993.  Ilybius larsoni ingår i släktet Ilybius och familjen dykare. Inga underarter finns listade i Catalogue of Life.